# Streblocera octava
Streblocera octava är en stekelart som beskrevs av Chou 1990. Streblocera octava ingår i släktet Streblocera och familjen bracksteklar. Inga underarter finns listade i Catalogue of Life.